# Kate ter Horst

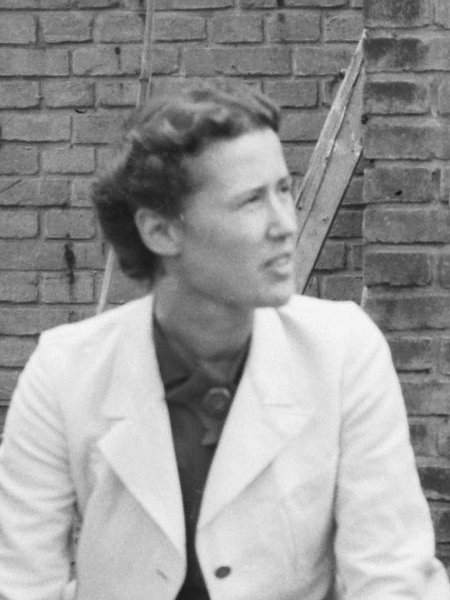
Kate ter Horst, 1945

Kate Anna ter Horst-Arriëns (* 6. Juli 1906 in Amsterdam; † 21. Februar 1992 in Oosterbeek) war eine Niederländerin, die aufgrund ihrer Betreuung britischer Verwundeter während der Schlacht um Arnheim als „Engel von Arnheim“ bekannt wurde.

## Leben
Kate Arriëns war eine Tochter von Catharina Hillegonda Maingay (1875–1965) und Pieter Albert Arriëns (1873–1940), Direktor der Hollandse Stoomboot Maatschappij. Sie hatte einen älteren Bruder und eine ältere Schwester. Kate Arriëns besuchte ein Jahr lang die School voor Kunstnijverheid (Kunstgewerbeschule) in Amsterdam. Sie begann 1925 ein Französischstudium an der Universiteit van Amsterdam und wurde Mitglied der Amsterdamsche Vrouwelijke Studenten Vereniging (AVSV).
An der Universität lernte sie den Jurastudenten Jan ter Horst (1905–2003) kennen, den sie am 12. September 1930 in Hilversum heiratete. Das Paar ließ sich in Rotterdam nieder, wo Kate ter Horst, die zwischenzeitlich mit der anthroposophischen Lebensphilosophie in Kontakt gekommen war, einen anthroposophischen Kindergarten gründete. 1933 wurde ihre Tochter Wendela Maria geboren, 1934 ihr Sohn Pieter „Peik“ Albert. Die Familie zog 1936 nach Arnheim, wo Jan ter Horst Partner einer Anwaltskanzlei wurde und die Kinder Sophie Catharina und Michiel Willem zur Welt kamen. Während der Besetzung der Niederlande kauften sie 1941 das ehemalige Pfarrhaus mit vierzehn Zimmern der protestantischen Oude Kerk am Benedendorpseweg 136 in Oosterbeek und zogen aufs Land. Der Sohn Arend Christoffel wurde 1943 dort geboren. In Oosterbeek war vom Krieg weniger zu spüren als in der Stadt, zumal die Familie sich aus ihrem Garten mit Gemüse und Obst versorgen konnte.

### Während des Krieges

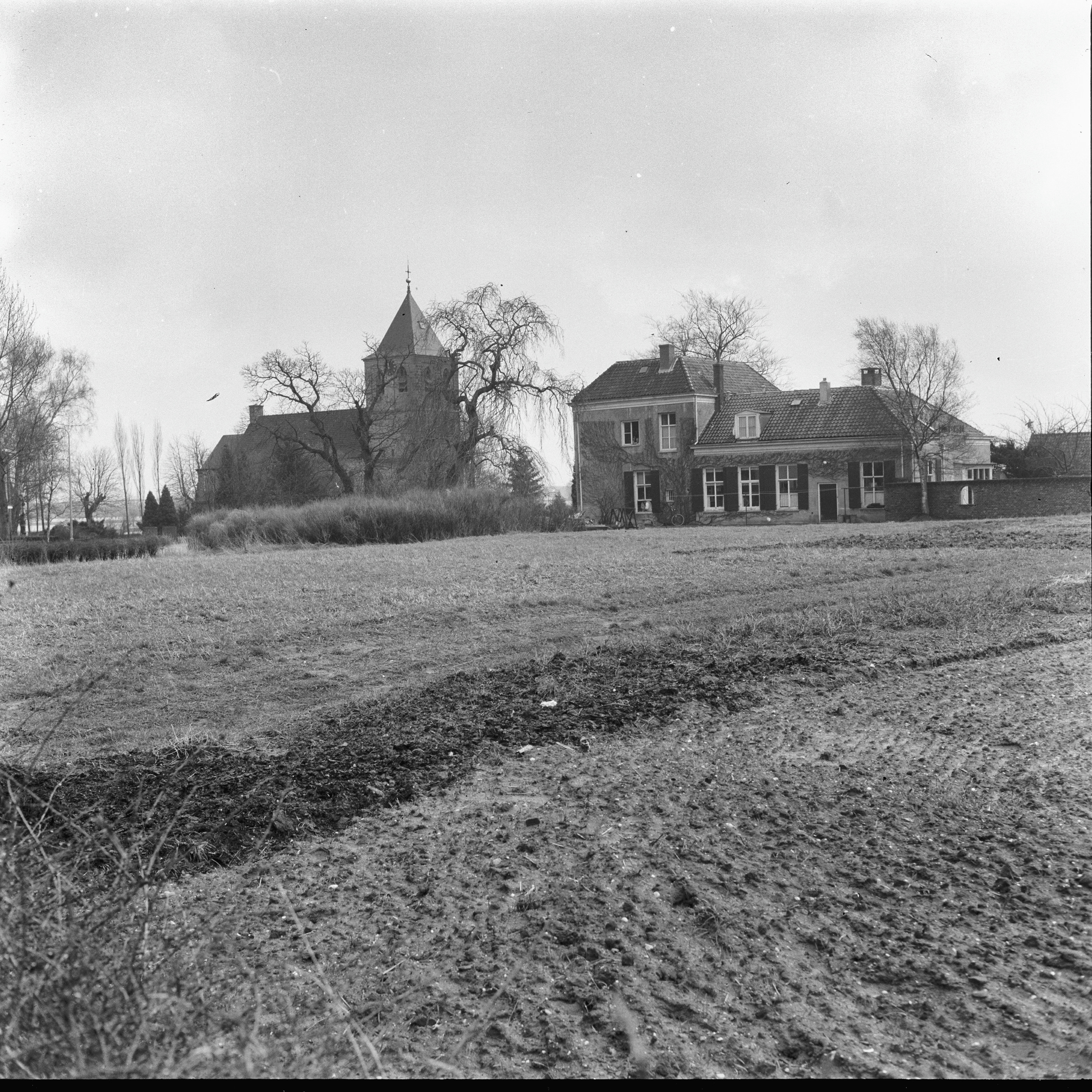
Kirche und Pfarrhaus, 1962

Am Sonntag, den 17. September 1944, begann die sogenannte Schlacht um Arnheim, bei der die Briten im Rahmen der Operation Market Garden versuchten, die Brücke über den Niederrhein in Arnheim (die heutige John-Frost-Brücke) zu erobern. Am darauffolgenden Tag wurde Kate ter Horst von Kapitän Randall Martin, einem britischen Armeearzt, um die Erlaubnis gebeten, in der Waschküche ihres Hauses einen kleinen Erste-Hilfe-Posten für leichtverletzte Soldaten einzurichten. Das Haus wurde dann von englischen Soldaten als Hilfsposten für das Rote Kreuz genutzt, die davon ausgingen, dass die Befreiung kurz bevorstünde und es deshalb nur noch wenige Verletzte geben würde. Als die Brückeneroberung scheiterte, zogen sich etwa 3.000 britische Soldaten nach großen Verlusten am 19. September nach Oosterbeek zurück, das die Deutschen daraufhin unter schweren Beschuss nahmen. Im Haus hielt sich Kate ter Horst mit ihren fünf Kindern und der Haushälterin Nel auf. Ihr Mann hatte eine englische Patrouille geführt und konnte nicht mehr nach Hause zurückkehren, weil Oosterbeek von der deutschen Armee umzingelt und abgeriegelt worden war. Acht Tage lang kam es in der Umgebung des Pfarrhauses und der Kirche am Benedendorpsweg 134 zu heftigen Kämpfen. Kirche und Pfarrhaus dienten den Alliierten als einer ihrer Sammelpunkte, bevor sie sich über den nahegelegenen Rhein zurückzogen. Beide Gebäude wurden bei den Kämpfen stark beschädigt.
Während dieser Zeit zog Kate ter Horst mit den Kindern und Nel in den Keller, um Platz für die wachsende Zahl von Verletzten zu schaffen und der Familie den Anblick der Sterbenden und Verwundeten zu ersparen. Zudem wurde das Haus beschossen. Manche der im Haus untergebrachten alliierten Soldaten wurden durch Granatsplitter und Kugeln verwundet oder getötet. In ihrem Haus wurden zwischen 250 und 300 verwundete britische Soldaten versorgt, die dicht gedrängt in allen Zimmern, im Flur und dem Wintergarten lagen, nachdem die Möbel hinausgeschafft worden waren. Kate ter Horst stellte alles, was sich als Verbandmaterial eignete, zur Verfügung, außerdem ihre Vorräte an eingekochtem Essen und Säften, als das Wasser abgestellt wurde, sowie ihren gesamten Hausrat. Sie half bei der Versorgung der Verletzten, blieb bei den Sterbenden und las für alle den Trost-Psalm 91 aus der King-James-Bibel. Als am 26. September Oosterbeek in deutsche Hände fiel, musste sie auf Anweisung der deutschen Armee mit den Kindern das schwer beschädigte Haus verlassen, in dem noch Dutzende Verwundete lagen. Sie ging mit ihren Kindern über Apeldoorn zu einer befreundeten Bauernfamilie in Friesland, wo sie sich mit ihrem Mann wiedertraf. Ende September 1944 begrub Jan ter Horst 57 Soldaten auf dem Kirchengelände, die im und um das Haus gestorben waren.

### Nach dem Krieg

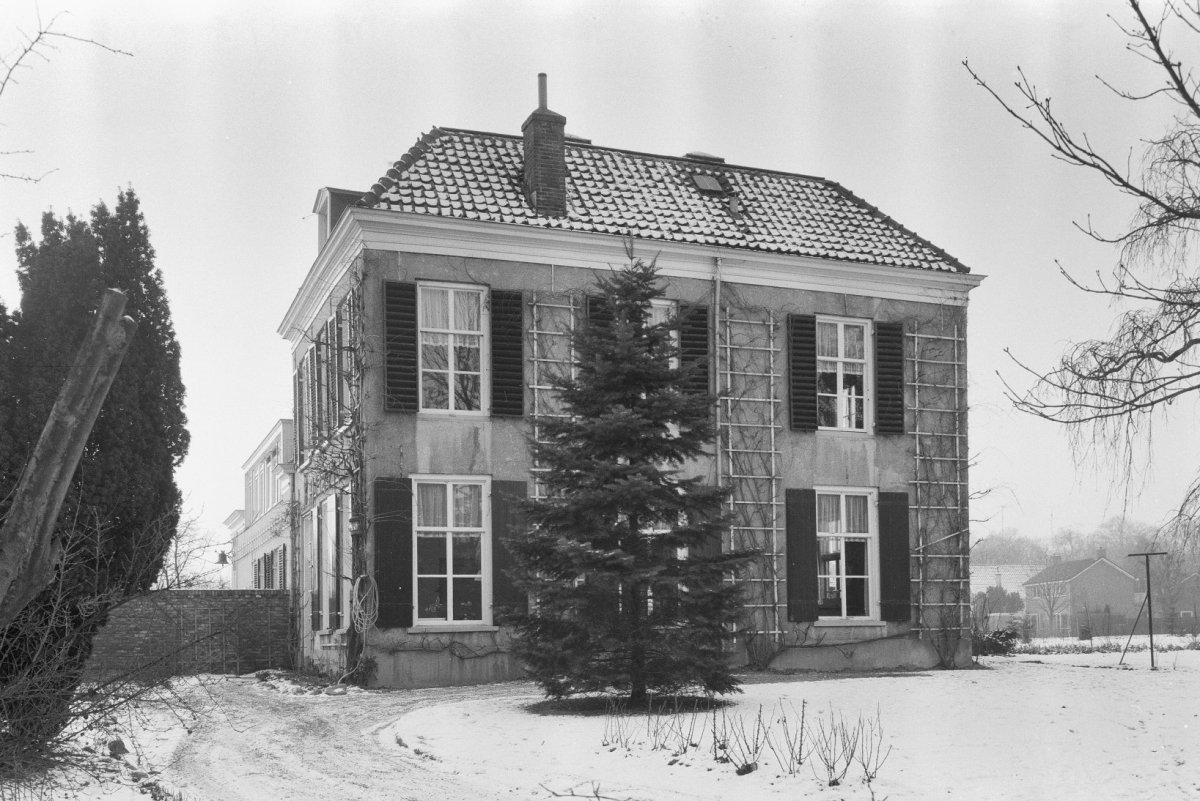
Das Pfarrhaus, 1966

Nach dem Krieg kehrte die Familie ter Horst in ihr Haus nach Oosterbeek zurück. Sie ließen im Garten ein Denkmal mit der Darstellung des fallenden Pegasus errichten und über der Eingangstür des Pfarrhauses einen Fassadenstein mit einem Phönix anbringen, die beide von dem Bildhauer Pieter Starreveld entworfen worden waren. Jan ter Horst wurde kommissarischer Bürgermeister der Gemeinde Renkum, zu der Oosterbeek gehört. Im November 1947 starben ihr Sohn Peik und dessen Freund, als Peik auf der Wiese hinter ihrem Haus auf eine zurückgelassene Landmine trat. Im Jahr 1950 wurde der Sohn Kees Arjen geboren. Kate ter Horst war noch immer an anthroposophischen Ideen interessiert und gründete eine Reihe von Initiativen in Arnheim.
In den Nachkriegsjahren beteiligten sich Kate und Jan ter Horst unter anderem an der Gestaltung des Arnhem Oosterbeek War Cemetery und der Errichtung des Kriegerdenkmals in Oosterbeek, nahmen an den jährlichen Gedenkfeiern in Oosterbeek teil und empfingen regelmäßig Besuch von Soldaten, die während des Krieges im Pfarrhaus betreut worden waren. Kate ter Horst korrespondierte mit vielen von ihnen noch jahrelang. Von den alliierten Soldaten wurde sie „The Angel of Arnhem“ (Der Engel von Arnheim) genannt, eine Ehre, von der sie selbst nichts wissen wollte. 1980 wurde sie vom britischen Botschafter Sir John Taylor mit der „King’s Medal for Courage in the Cause of Freedom“ ausgezeichnet und sie und ihr Mann wurden als „Member of the Order of the British Empire“ (MBE) geehrt. 1980 schrieb sie das Buch Pelgrimspaden langs goed en kwaad (Pilgerwege entlang von Gut und Böse) über die Basilika St. Andoche in Saulieu, herausgegeben vom anthroposophischen Verlag „Vrij Geestesleven“. Das Buch wurde zwei Jahre später ins Deutsche übersetzt.
1992 wurde das Ehepaar ter Horst auf dem Gehweg vor ihrem Haus von einem Auto angefahren. Kate ter Horst starb an ihren Verletzungen, ihr Mann überlebte den Unfall schwer verletzt. Zur feierlichen Einäscherungszeremonie am 24. Februar 1992 reisten viele britische Veteranen und Würdenträger an.

## Bücher und Filme

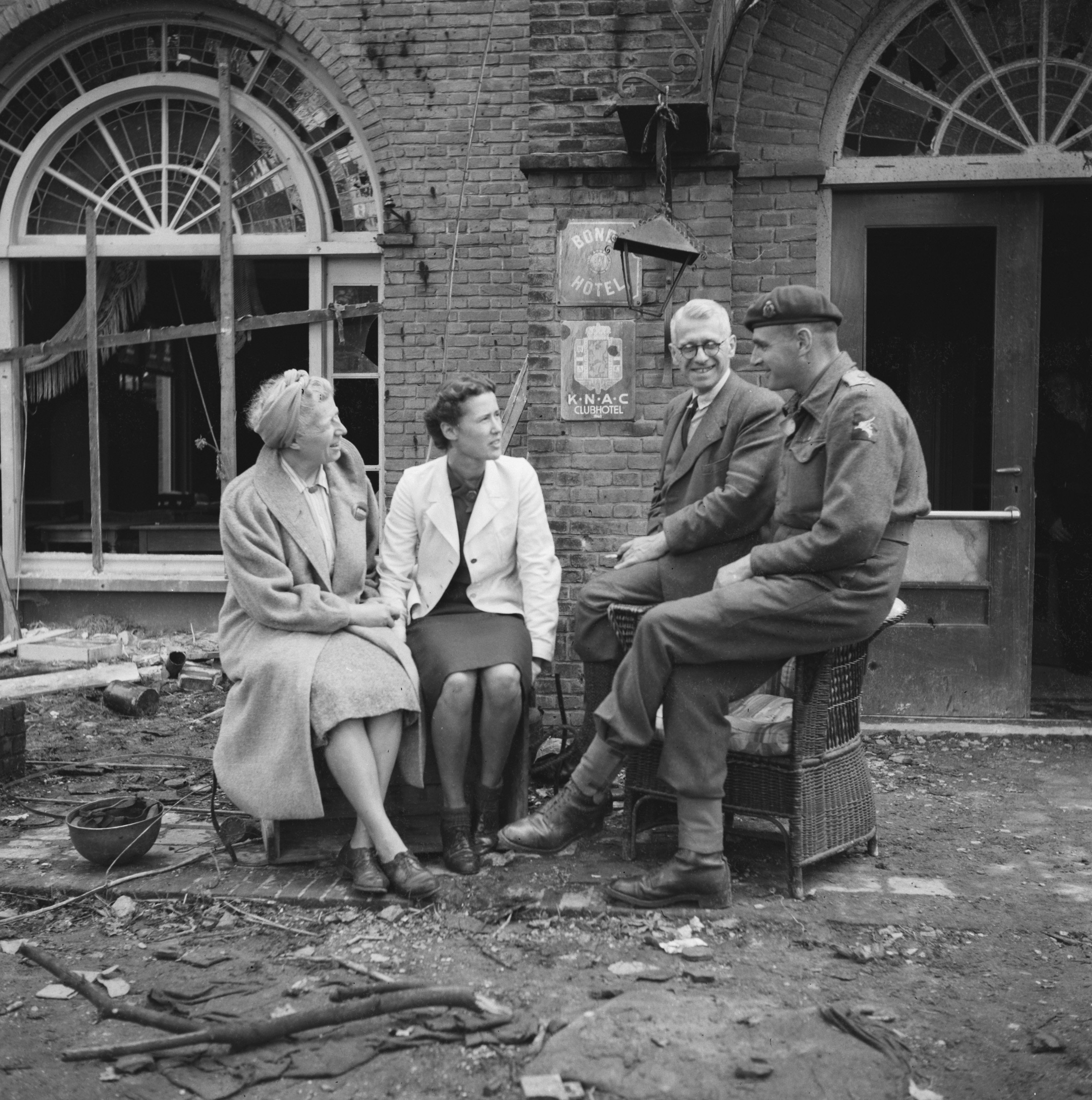
Kate ter Horst bei den Filmaufnahmen von Theirs is the Glory, 1945

Kate ter Horst veröffentlichte 1946 ihre Tagebucheinträge aus der Kriegszeit von 1944 unter dem Titel Niet tevergeefs, een bundel oorlogsherinneringen uit de regio (zu Deutsch etwa: Nicht vergebens. Eine Sammlung von Kriegserinnerungen aus der Region). 1959 erschien die englische Übersetzung unter dem Titel Cloud over Arnhem. In späteren Jahren erschienen zahlreiche von Historikern und Journalisten verfasste Bücher zur „Schlacht um Arnheim“, die ausführliche Schilderungen von Kate ter Horsts Einsatz für die britischen Soldaten enthalten.
In dem Schwarz-Weiß-Dokudrama Theirs is the Glory über die 1st Airborne Division, das 1945 in den Ruinen von Arnheim gedreht wurde, spielte sie ihre Psalmlesung nach.
Für den 1977 erschienenen Film Brücke von Arnheim (Originaltitel: A Bridge Too Far) sprach Kate ter Horst die Eingangssequenz. Liv Ullmann spielte die Rolle der Kate ter Horst.